# Stereochilus dalatensis
Stereochilus dalatensis är en orkidéart som först beskrevs av André Guillaumin, och fick sitt nu gällande namn av Leslie Andrew Garay. Stereochilus dalatensis ingår i släktet Stereochilus och familjen orkidéer. Inga underarter finns listade i Catalogue of Life.